# Thomas De Gendt
Thomas De Gendt, född den 6 november 1986 i Sint-Niklaas är en belgisk professionell landsvägscyklist. Han har vunnit bergspristävlingen i Vuelta a España (2018) och etapper i alla tre Grand Tours. De Gendt kom på tredje plats totalt i Giro d'Italia 2012.

## Meriter
2009
Tour of Britain
 Vinnare av bergspristävlingen
 Vinnare av spurtpristävlingen
Tour de Wallonie
Vinnare av etapp 4
10:a totalt
2010
 Vinnare av spurtpristävlingen i Volta ao Algarve
2:a i Brabantse Pijl
3:a  totalt i Ster Elektrotoer
4:a totalt i Étoile de Bessèges
5:a totalt i Tour of Belgium
2011
Vinnare av etapp 1 i Paris–Nice
Vinnare av etapp 7 i Tour de Suisse
2:a totalt i Circuit de Lorraine
Vinnare av etapp 3
9:a totalt i Volta ao Algarve
9:a i Chrono des Nations
2012
Vinnare av etapp 7 i Paris–Nice
3:a totalt i Giro d'Italia
Vinnare av etapp 20
3:a i Amstel Curaçao Race
2013
Vinnare av etapp 7 i Volta a Catalunya
2015
 Vinnare av bergspristävlingen i Paris–Nice
 Vinnare av bergspristävlingen i Tour de Suisse
2016
Vinnare av etapp 12 i Tour de France
Volta a Catalunya
 Vinnare av bergspristävlingen
 Vinnare av spurtpristävlingen
Vinnare av etapp 4
2017
Vinnare av etapp 19 i Vuelta a España
 Vinnare av bergspristävlingen i Tour Down Under
Vinnare av etapp 1 i Critérium du Dauphiné
2018
 Vinnare av bergspristävlingen i Vuelta a España
Tour de Romandie
 Vinnare av poängtävlingen
 Vinnare av bergspristävlingen
Vinnare av etapp 2
 Vinnare av bergspristävlingen i Paris–Nice
Vinnare av etapp 3 i Volta a Catalunya
2019
Vinnare av etapp 8 i Tour de France
Volta a Catalunya
 Vinnare av bergspristävlingen
Vinnare av etapp 1
 Vinnare av bergspristävlingen i Paris–Nice
2021
Vinnare av etapp 7 i Volta a Catalunya
2022
Vinnare av etapp 8 i Giro d'Italia